# (1955) McMath
(1955) McMath es un asteroide perteneciente al cinturón de asteroides descubierto el 22 de septiembre de 1963 por el equipo del Indiana Asteroid Program de la universidad de Indiana desde el observatorio Goethe Link de Brooklyn, Estados Unidos.

## Designación y nombre
McMath fue designado inicialmente como 1963 SR.
Más tarde se nombró en honor del heliofísico Robert Raynolds McMath (1891-1962).

## Características orbitales
McMath está situado a una distancia media del Sol de 2,854 ua, pudiendo acercarse hasta 2,668 ua y alejarse hasta 3,04 ua. Su excentricidad es 0,06513 y la inclinación orbital 1,005°. Emplea 1761 días en completar una órbita alrededor del Sol.